# Emil Ochyra

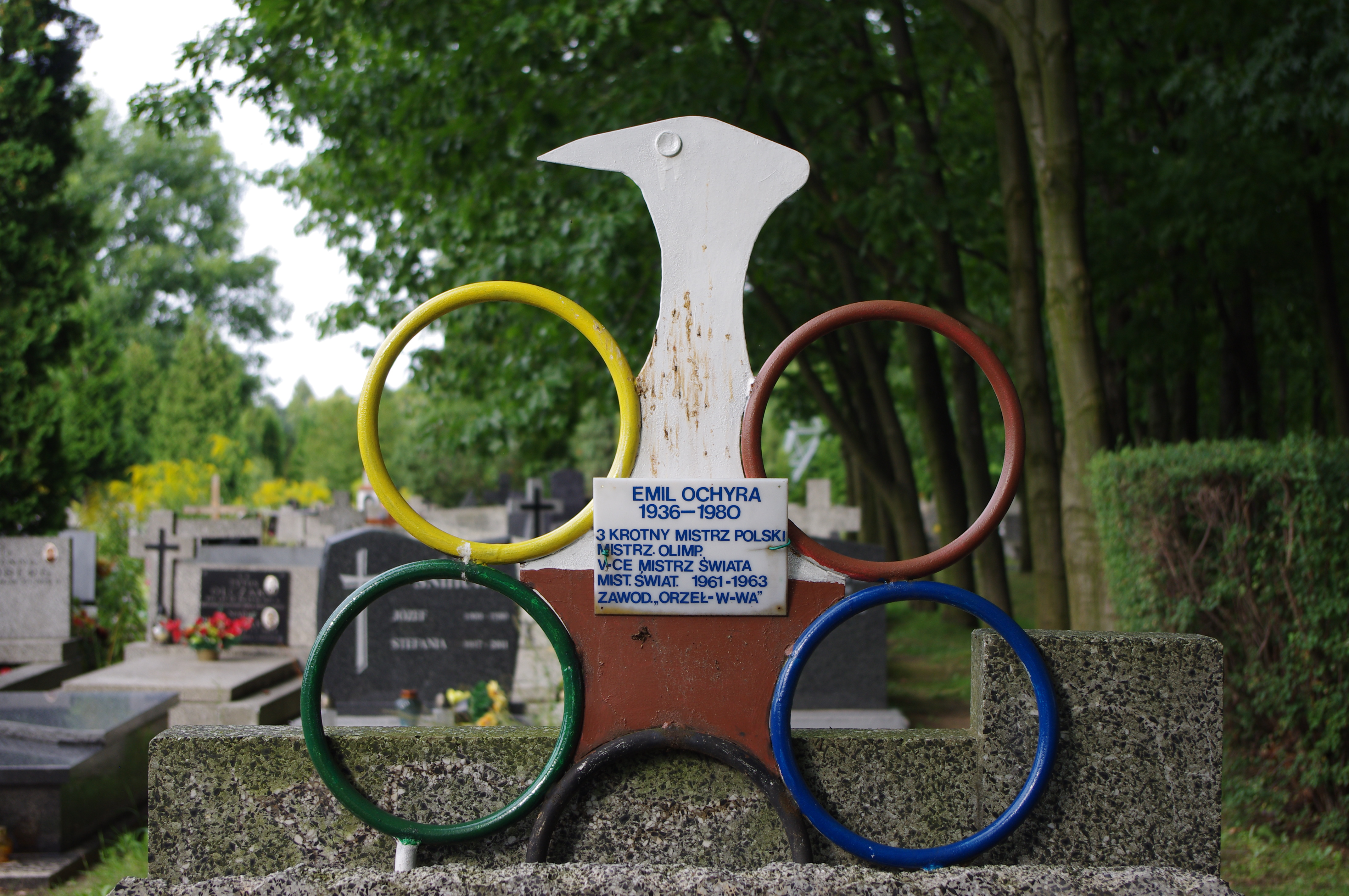
Grób szermierza i szpadzisty Emila Ochyry na Cmentarzu Komunalnym Północnym w Warszawie

Emil Antoni Ochyra (ur. 12 lipca 1936 w Rozborzu koło Przeworska, zm. 26 maja 1980 w Warszawie) – polski szermierz, szablista, mistrz świata i medalista olimpijski.
Trzykrotny olimpijczyk: podczas igrzysk olimpijskich w Rzymie w 1960 zdobył srebrny medal drużynowo (wraz z M. Kuszewskim, J. Pawłowskim, A. Piątkowskim, W. Zabłockim i R. Zubem); na igrzyskach w Tokio cztery lata później zajął 5. miejsce indywidualnie, a wraz z drużyną w składzie: J. Pawłowski, A. Piątkowski, W. Zabłocki i R. Zub trzecie drużynowo (brązowy medal). Na igrzyskach olimpijskich w Meksyku w 1968 drużyna szablistów z Ochyrą zajęła 5. miejsce. W turnieju indywidualnym odpadł w drugiej rundzie.
Podczas mistrzostw świata w Budapeszcie w 1959 roku Emil Ochyra, Jerzy Pawłowski, Andrzej Piątkowski, Wojciech Zabłocki, Ryszard Zub i Włodzimierz Wójcicki zwyciężyli w zawodach drużynowych. W tej samej konkurencji zdobywał następnie złote medale na mistrzostwach świata w Turynie (1961), mistrzostwach świata w Buenos Aires (1962) i mistrzostwach świata w Gdańsku (1963). Ponadto zdobył srebrny medal w zawodach indywidualnych na MŚ 1961, plasując się tylko za Jakowem Rylskim z ZSRR.
Trzykrotnie był mistrzem Polski, w 1959, 1960 i 1964.
Występował w barwach KS Warszawianka.